# Udon

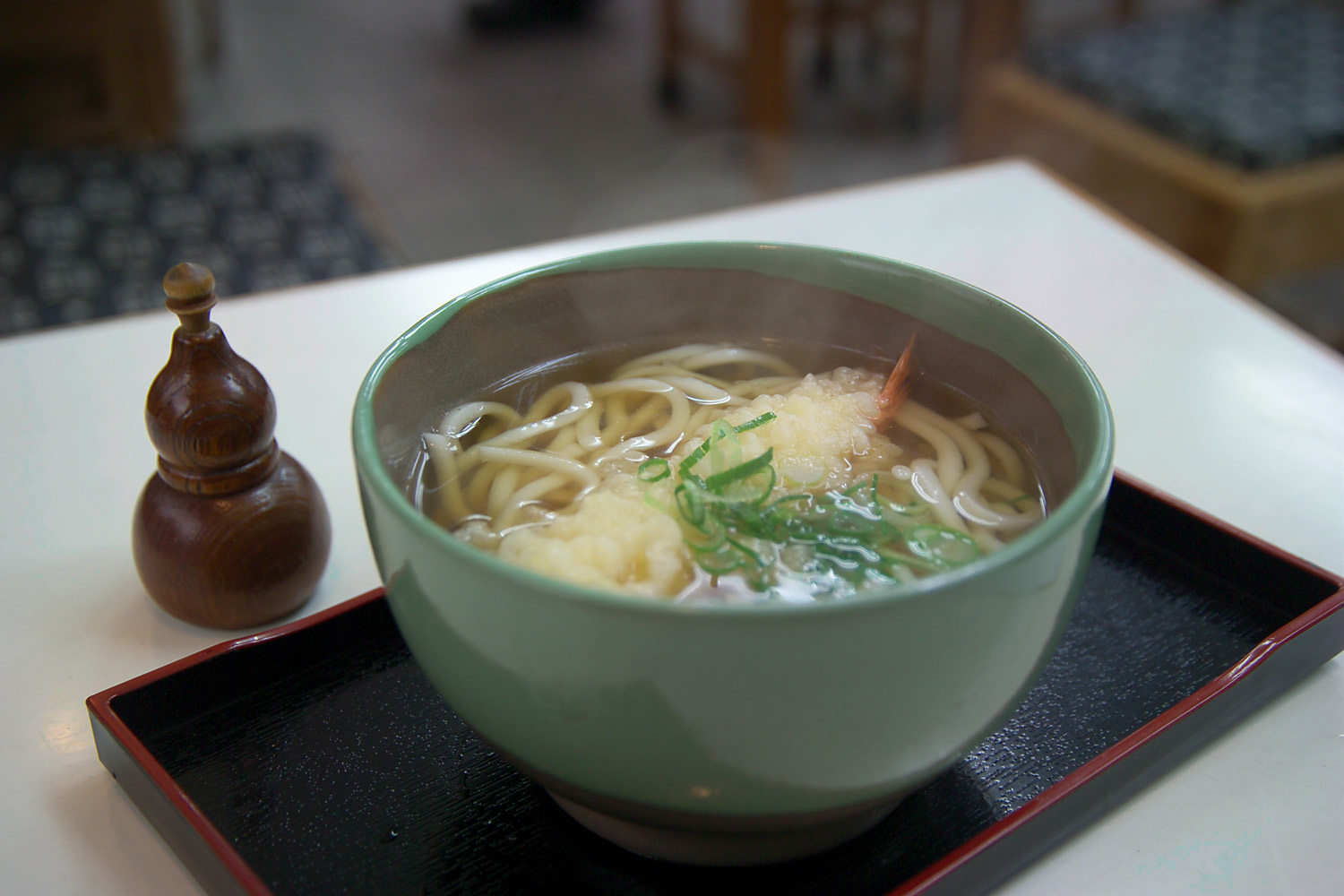
Tempura udon

L'udon (饂飩?, generalmente scritto うどん?) è una varietà di pasta preparata con farina di grano tenero tipica della cucina giapponese.
Serviti solitamente come tagliolini in brodo, possono essere cucinati in diverse maniere, utilizzando vari tipi di brodo ed accompagnandoli con diversi tipi di contorni aggiunti alla minestra.

## Storia
Per quanto riguarda la data di introduzione di tale pietanza in Giappone non vi è una data condivisa, bensì vi sono date diverse, mentre storicamente il maggiore consumo di tale cibo si registra nel periodo Edo (1603-1868).
La più antica descrizione della loro preparazione la si ritrova nel libro di ricette Ryori monogatari (料理物語, storie di cucina), del 1643 e in quel periodo era molto diffusa nella zona intorno Osaka e Kyoto.

## Caratteristiche
Composto da farina di frumento, sale e acqua, la sua consistenza è morbida ed elastica, ed è facile la sua preparazione al pari del soba.

## Tipi di Udon

### Udon caldi

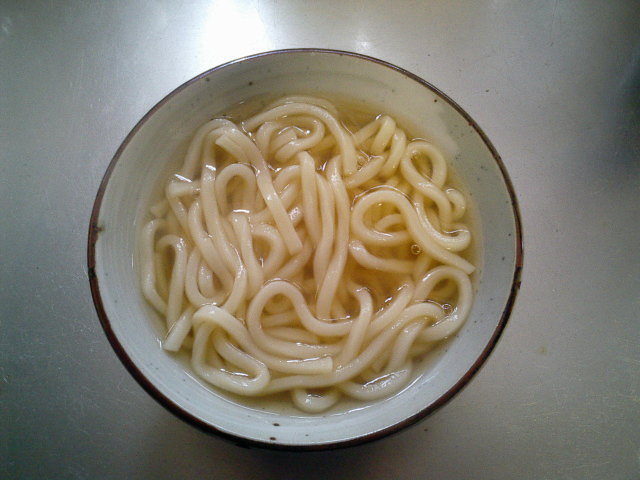
Kake Udon

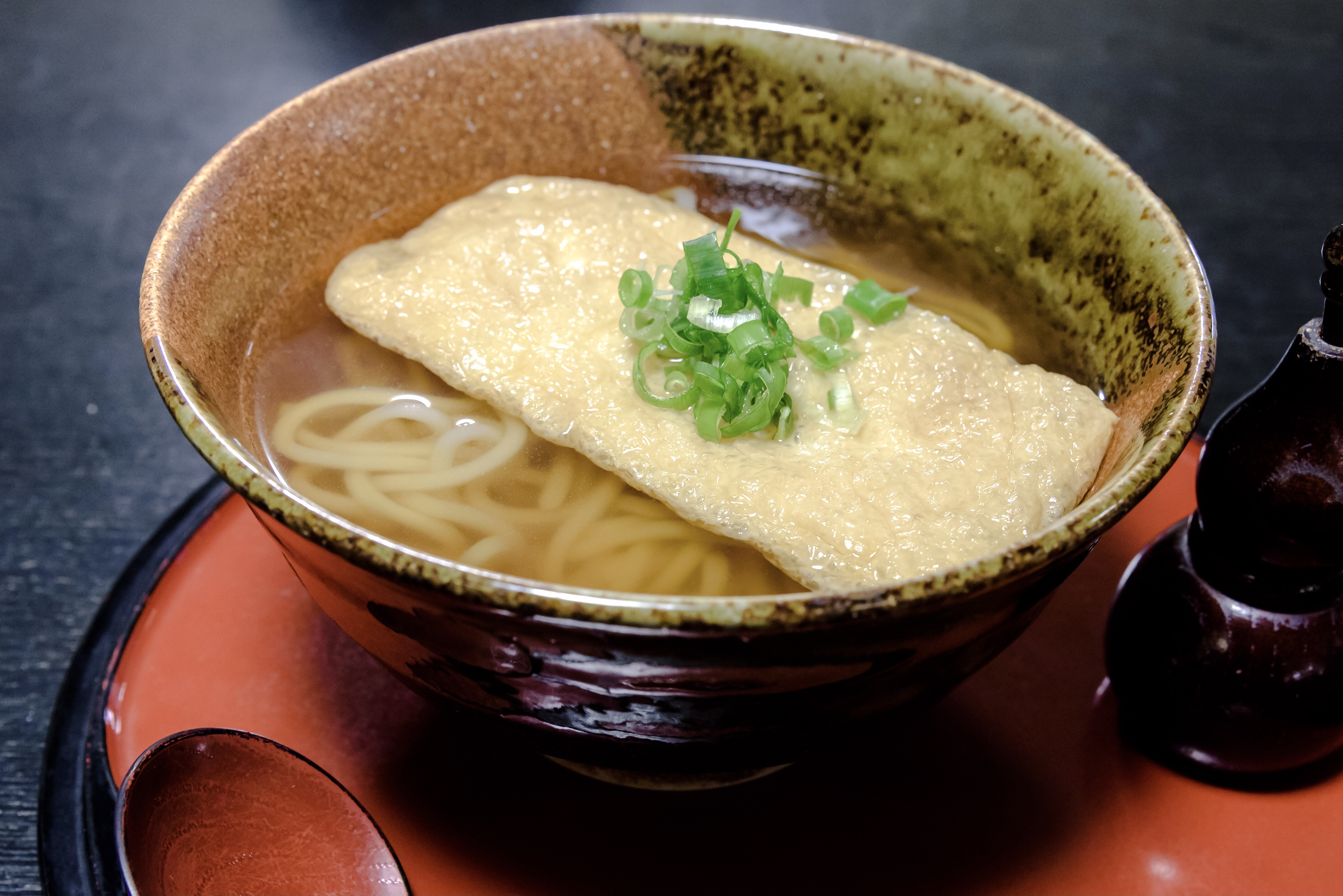
Kitsune Udon

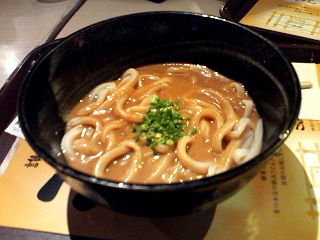
Kare udon

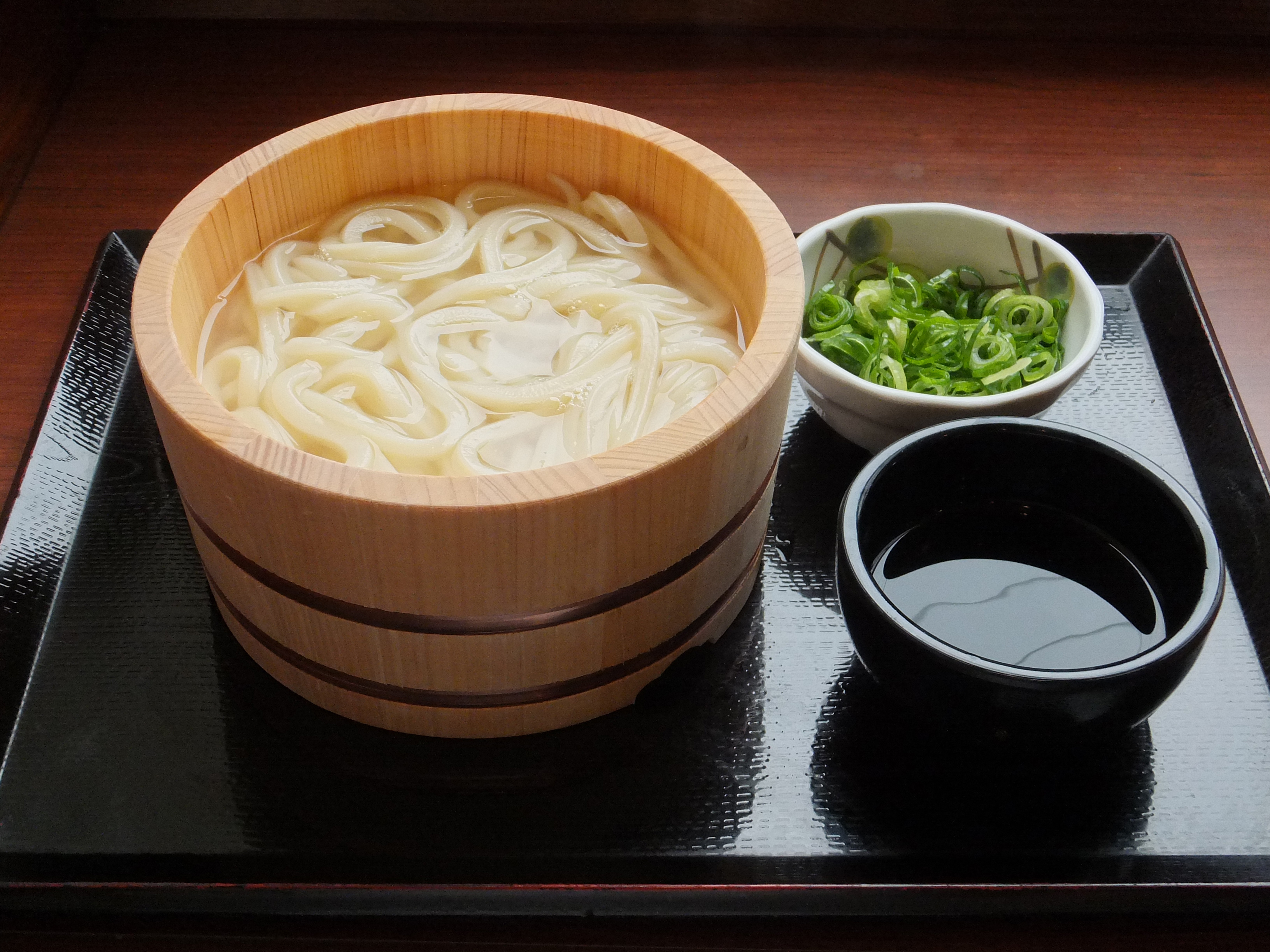
Kamaage udon

- Kake udon (掛けうどん? o かけうどん?), contengono pesce o salsa di soia (ma anche entrambe). Vi sono molti contorni con cui viene servita[7]
- Kitsune udon: ricetta originaria del Kansai, con aggiunta di aburaage (tofu fritto ripiegato). Il nome proviene dalla credenza per cui l'aburaage sia il cibo preferito delle kitsune e di Inari.
- Tempura udon
- Tanuki udon (così chiamato nella regione del Kanto) o haikara udon (nel Kansai): udon con aggiunta di tenkasu (pastella del tempura fritta da sola a fiocchetti).
- Tsukimi udon ("udon guarda-luna"): con aggiunta di un uovo crudo che viene poi cotto dal calore del brodo.
- Wakame udon
- Karē udon
- Chikara udon
- Stamina (sutamina) udon: "Stamina udon".
- Nabeyaki udon
- Kamaage udon
- Udon-suki
- Yakiudon
- Misonikomi
- Houtou udon

### Udon freddi
- Zaru udon

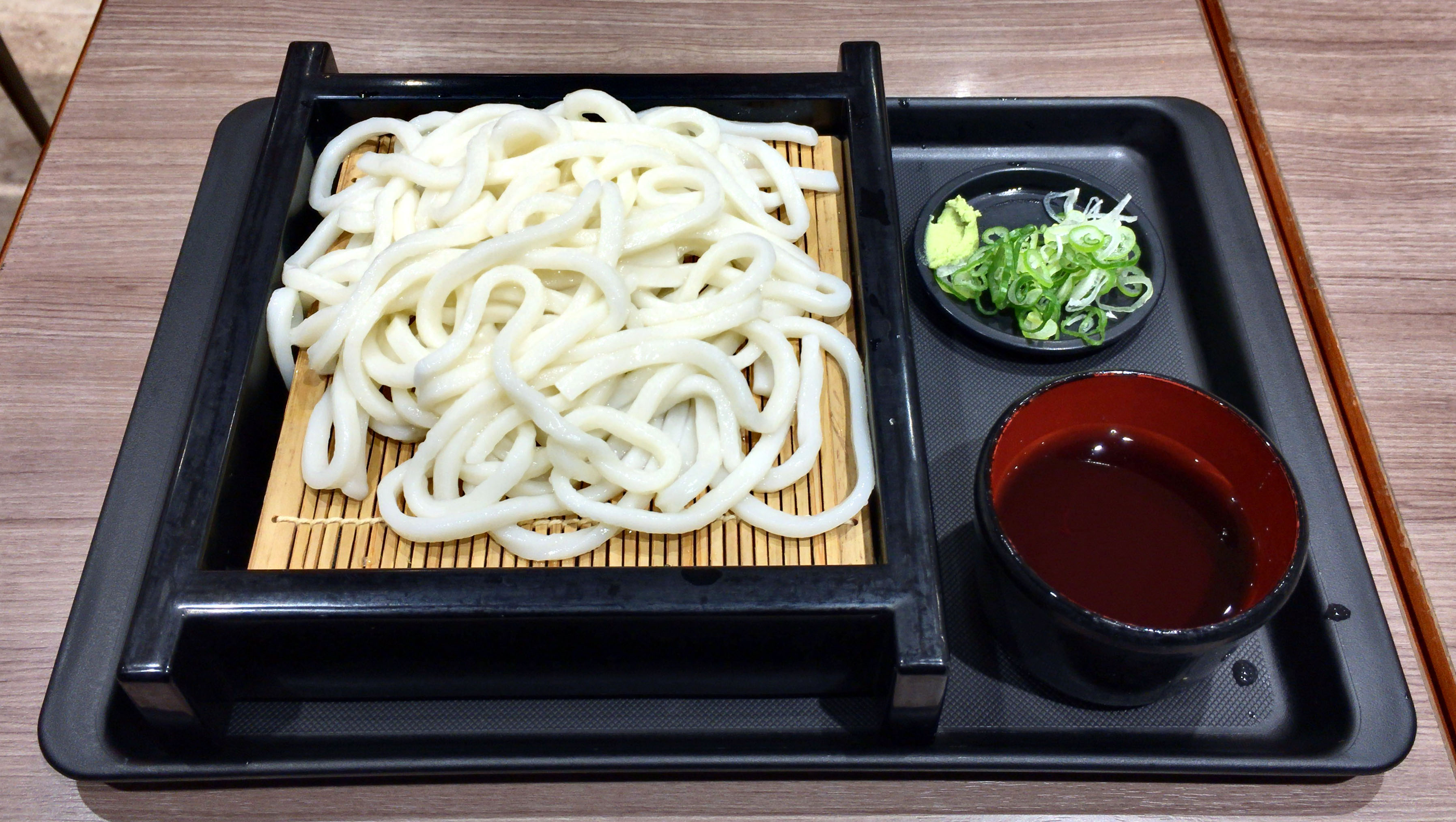
Mori udon

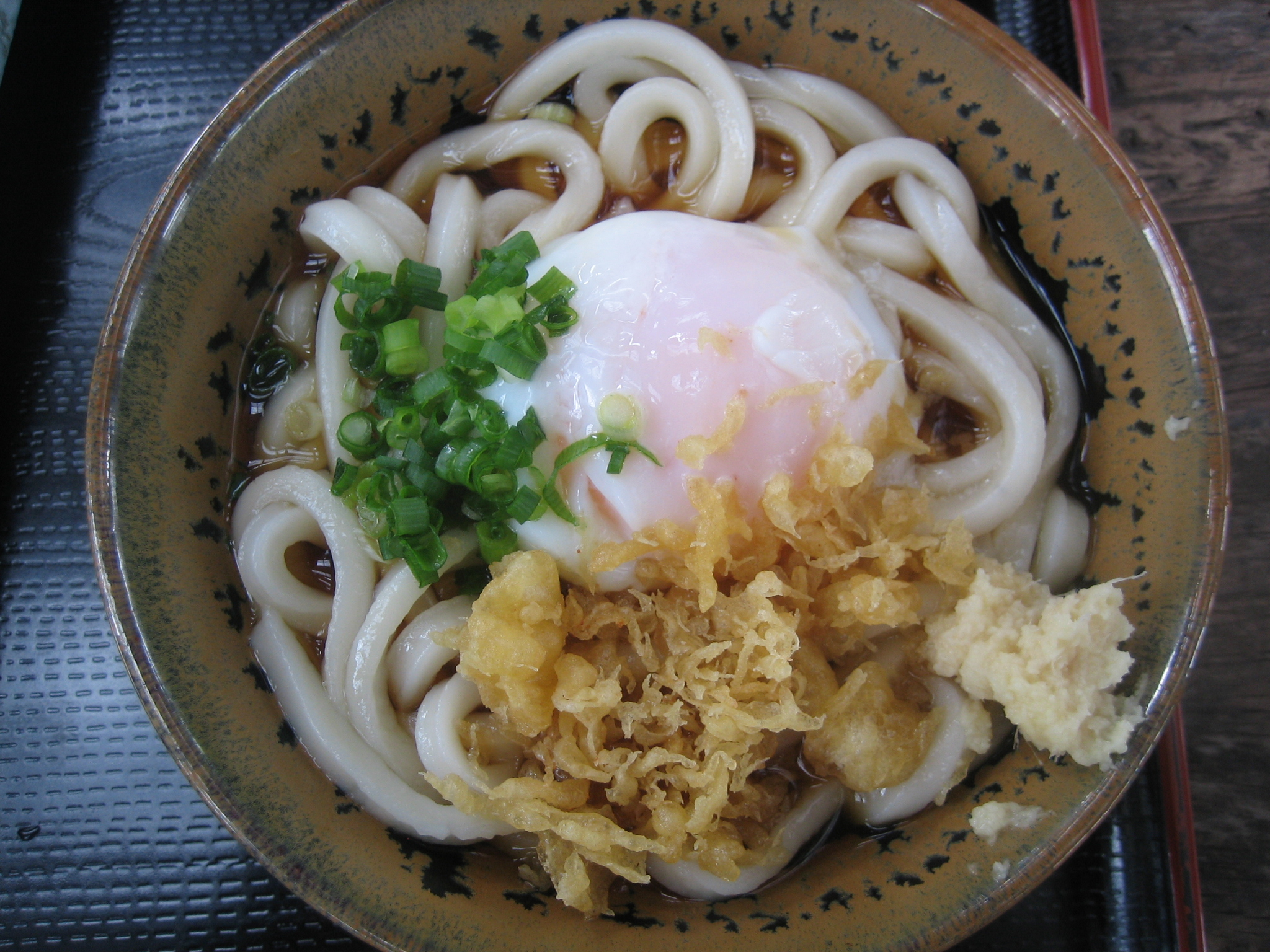
Bukkake udon

- Bukkake udon (ぶっかけうどん?), si tratta di una pietanza facile da preparare, servita sia calda sia fredda; si utilizzano vari ingredienti e poi viene condita con sugo[8]

Essi possono includere:
- tororo
- oroshi
- nattō
- okra
- kijoyu udon

## Varianti
Esistono diverse varianti sia per forma che per spessore.
- Inaniwa (稲庭) udon fino usato nella prefettura di Akita.
- Ise (伊勢) udon[9]
- Kansai (関西) udon: di grandezza media morbido.
- Kishimen (きし麺): piatto, tipico dell'area di Nagoya.
- Sanuki (讃岐) udon: più spesso e rigido, usato nella prefettura di Kagawa.
- Hōtō (ほうとう): piatto e largo, normalmente bollito con verdure e pollo, nella prefettura di Yamanashi.
- Dangojiru (団子汁): simile al precedente Hōtō, tipico della prefettura di Ōita.
- Okinawa soba (沖縄そば): anche detto suba, è una pietanza regionale tipica della cucina di Okinawa, preparata con l'aggiunta di cenere vegetale, simile agli spaghetti cinesi, ma comunque classificabile come udon.

## Nella cultura di massa

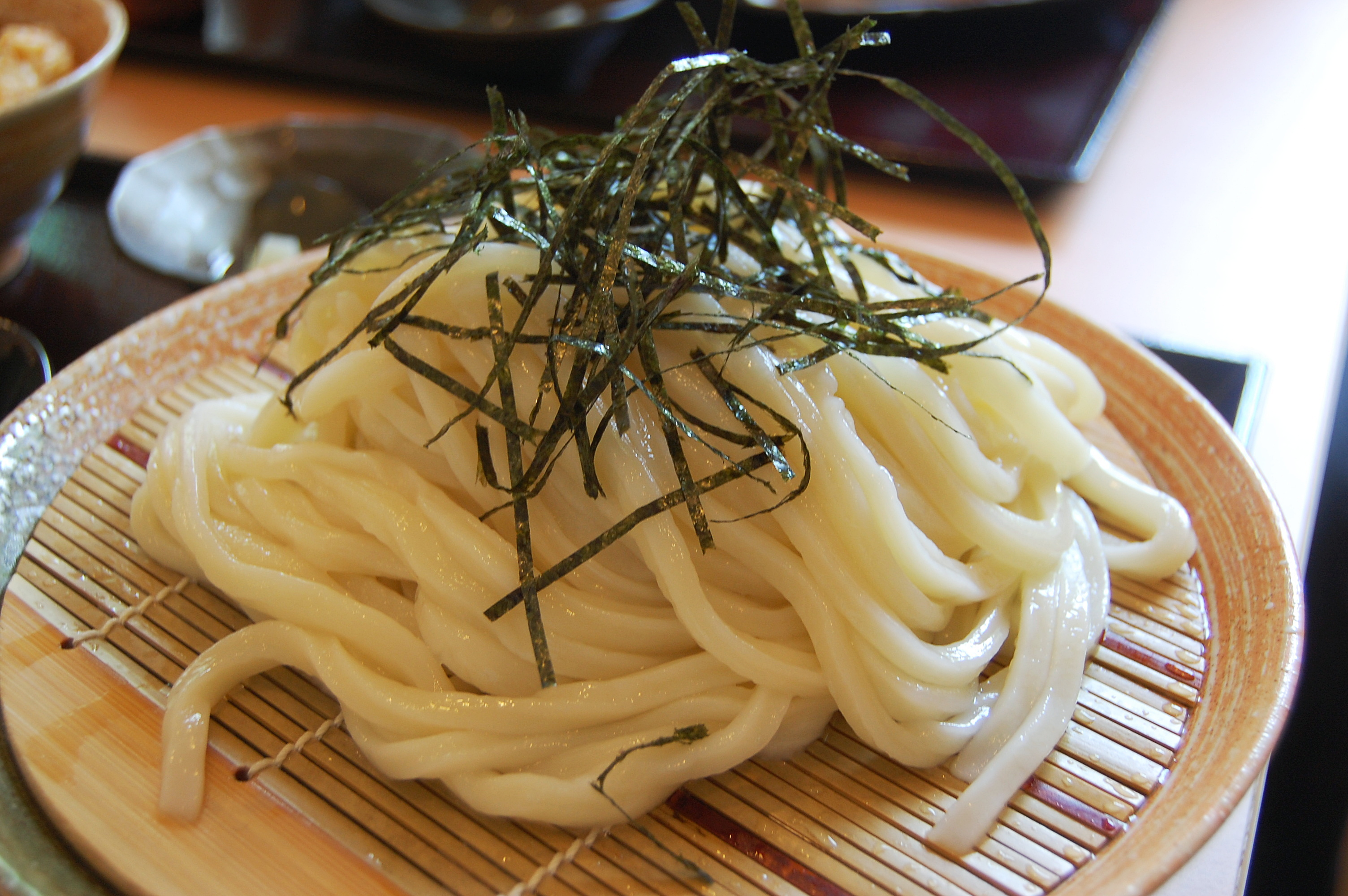
Zaru udon

La Prefettura di Kagawa ha investito molto nella promozione di tale cibo. Particolarmente famosa è una raccolta di 5 libri intitolati Osorubeki Sanuki Udon (恐るべきさぬきうどん?), il cui primo volume venne pubblicato da Kazutoshi Tao, e che con il tempo è diventata una guida per appassionati.
Nel 1984 venne fondata la Sanuki Udon Kenkyūkai (さぬきうどん研究会?); si tratta di una società in cui molti membri hanno dei rapporti molto stretti con la varie aziende produttrici di Udon, ma vi sono anche molti docenti universitari.
Ogni anno, il 2 luglio, sempre nella Prefettura di Kagawa si festeggia il giorno dell'Udon.
Il 2006 è uscito il film Udon, regia di Katsuyuki Motohiro, basato su una storia vera, che narra della crescita improvvisa della richiesta del prodotto e il ricavo economico che ne conseguì.